# Rudolf von Scheliha
Rudolf von Scheliha, detto Dolf (Zessel, 31 maggio 1897 – Berlino, 22 dicembre 1942), è stato un militare e diplomatico tedesco, aristocratico, ufficiale di cavalleria, combattente della resistenza e antinazista legato all'Orchestra Rossa.
Negli anni che precedettero la seconda guerra mondiale, divenne un convinto oppositore del regime nazista e delle sue politiche antisemite. Fu reclutato dall'intelligence sovietica, mentre prestava servizio nell'ambasciata tedesca a Varsavia. Nel giugno 1941, l'invasione dell'Unione Sovietica causò l'interruzione delle comunicazioni con i servizi segreti sovietici. Fu arrestato e giustiziato per impiccagione nella prigione di Plötzensee il 22 dicembre 1942.

## Biografia
Rudolf nacque a Zessel (all'epoca Impero tedesco, oggi Cieśle in Polonia), figlio dell'aristocratico e ufficiale prussiano Rudolph von Scheliha. Sua madre era figlia del ministro delle Finanze prussiano Johannes von Miquel. La sorella minore, Renata von Scheliha, era una filologa classica.
Rudolf sposò Marie Louise von Medinger, figlia di un grande proprietario terriero e industriale. La coppia ebbe due figlie: Sylvia, nata nel 1930, ed Elisabeth, nata nel 1934. Sylvia divenne ingegnere, mentre Elisabeth conseguì un dottorato in chimica; quest'ultima sopravvisse fino al 2016 e morì ad Adliswil.
Prestò servizio come ufficiale dell'esercito nella prima guerra mondiale, arruolandosi come volontario dopo la laurea nel 1915 nello stesso reggimento, il Reggimento di Cavalleria, Divisione di Cavalleria della Guardia, in cui avevano prestato servizio suo padre e suo zio; gli ufficiali erano scelti dalla nobiltà. L'8 agosto 1918, durante un bombardamento, si trovò insieme a due fratelli in un fosso, l'esplosione fece saltare i fratelli in aria e uno dei due morì qualche mese dopo per le ferite riportate. Scheliha rimase sepolto, quando fu salvato, i suoi capelli erano diventati grigi e rimase traumatizzato da shell shock. Anche i suoi genitori rimasero scioccati dal suo cambiamento, Rudolf non parlò mai delle sue esperienze in guerra.
Per i suoi sforzi fu onorato con entrambe le Croci di Ferro e il distintivo per feriti in argento.

## Carriera

### Fino al 1932
Dopo la guerra, studiò legge a Breslavia. Nel maggio 1919 si trasferì all'Università di Heidelberg dove entrò in contatto con gli ambienti repubblicani e antitotalitari. Fu eletto nell'AStA, l'Associazione delle Associazioni di Heidelberg, dove si oppose con veemenza alle rivolte antisemite degli studenti.
Dopo l'esame nel 1921, nel 1922 divenne primo cancelliere presso la Corte d'appello. Nel febbraio 1922, entrò nell'ufficio regionale di Amburgo del Ministero degli Esteri e dopo sei mesi fu promosso addetto. Iniziò a lavorare nel dipartimento come responsabile degli affari dell'Europa orientale nell'ufficio del sottosegretario di Stato Adolf Georg von Maltzan a Berlino. Nel dicembre 1924 fu nuovamente promosso e fu ammesso al servizio diplomatico. Negli anni successivi assunse altri incarichi durante le missioni diplomatiche a Praga, Istanbul, Ankara, Katowice e Varsavia. Nel 1927 fu nominato segretario di legazione.
Pochi mesi dopo la nomina di Adolf Hitler a Cancelliere, nel gennaio 1933, si iscrisse al Partito nazista, requisito necessario per essere un diplomatico e nel 1935, partecipò al raduno di Norimberga.

### Dal 1932 al 1942
Dal 1932 al 1939, Rudolf fu all'ambasciata tedesca a Varsavia. Nell'ottobre 1932 entrò a far parte del personale dell'ambasciata come segretario di legazione, nel 1937 fu promosso consigliere di II classe. Nel settembre 1939 fu nominato direttore del dipartimento informativo del Ministero degli Esteri, ufficio nato per contrastare la propaganda della stampa estera e dei notiziari radiofonici sull'occupazione tedesca in Polonia: questa nomina gli permise di verificare la veridicità dei resoconti stranieri e di interrogare gli ufficiali nazisti. In questa posizione, protestò spesso presso le agenzie naziste contro i crimini di guerra commessi dai tedeschi in Polonia, e oltre ad essere critico nei confronti di Kliest, non si trovò in accordo con la brutalità di Richard Heydrich e di Hans Frank, fu così che iniziò a opporsi al regime.
Aiutò polacchi ed ebrei a fuggire all'estero. Venne a conoscenza delle atrocità commesse dal regime nazista e prese contatto con nobili e intellettuali polacchi. Lavorando in veste ufficiale aiutò molte persone a fuggire dalla Polonia e in alcuni casi fornì anche il denaro necessario per le spese di viaggio. Rimase in grado di stabilire diversi contatti dopo l'inizio della campagna di Polonia e li utilizzò per diffondere all'estero le notizie reperite sui crimini nazisti.

### Il suo ruolo come informatore

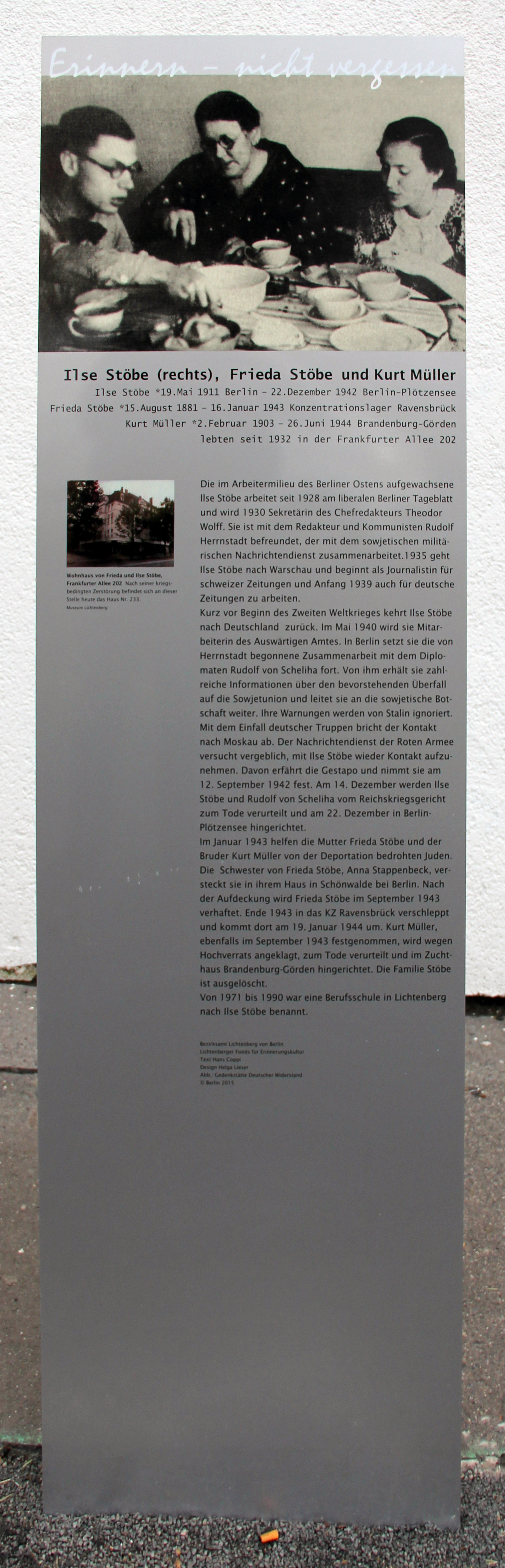
Targa commemorativa a Berlino-Lichtenberg

Nell'estate del 1937 fu primo segretario dell'ambasciata tedesca a Varsavia e iniziò a collaborare con i servizi segreti sovietici. Il suo primo collaboratore fu Rudolf Herrnstadt, ex giornalista del giornale di sinistra Berliner Tageblatt. Poiché Herrnstadt era ebreo, il contatto con Rudolf divenne sempre più difficile e fu necessaria la figura di un intermediario: Ilse Stöbe, comunista e segretaria di Theodor Wolff per il giornale Berliner Tageblatt, accettò l'incarico. Fino al settembre 1939, Herrnstadt passò all'ambasciata sovietica di Varsavia i documenti che Rudolf von Scheliha gli fornì tramite la Stöbe.
Le motivazioni di Rudolf verso lo spionaggio furono interamente di natura economica, conduceva uno stile di vita che andava oltre le possibilità date dal suo stipendio, era un giocatore d'azzardo di lunga data con debiti di gioco e amava tenere diverse amanti contemporaneamente: ne concluse che vendere i segreti di Stato all'Unione Sovietica fosse il modo migliore per procurarsi quel reddito aggiuntivo di cui aveva bisogno. Veniva pagato bene per il suo lavoro, nel febbraio 1938 un agente sovietico depositò 6500 dollari sul suo conto bancario a Zurigo rendendolo così l'informatore meglio pagato al mondo. Fu grazie a queste operazioni che l'Unione Sovietica divenne molto ben informata sulle relazioni tedesco-polacche nel biennio 1937-1939 e sull'intenzione del Reich di ridurre la Polonia a uno Stato satellite tedesco nell'ottobre 1938.

### L'archivio sui crimini
Nel 1939 iniziò a creare segretamente una raccolta di documenti sulle atrocità della Gestapo, in particolare sulle uccisioni degli ebrei in Polonia, arricchita anche di fotografie dei campi di sterminio appena istituiti. Nel giugno 1941, mostrò il dossier a un agente dei servizi segreti polacchi, la contessa Klementyna Mańkowska, membro del gruppo antinazista Muszkieterowie ("I Moschettieri") per il quale operava come corriere. Mankowska lo incontrò al Ministero degli Esteri di Berlino per rendere noti i dettagli alla resistenza polacca e agli Alleati: scrisse che fu condotta in una grande stanza ben arredata e che von Scheliha le presentò una grande e spessa cartella dove si descriveva l'uso della gasazione degli ebrei e degli altri prigionieri.
Nell'autunno del 1941, von Scheliha invitò a Berlino il conte Konstantin Bninski con il pretesto di scrivere dei testi di propaganda per il Ministero degli Esteri contro la resistenza polacca. Il diplomatico e storico tedesco Ulrich Sahm, nella sua biografia del 1990, ritiene probabile che von Scheliha abbia passato a Bninski del materiale contenente la documentazione completa dei crimini commessi durante l'occupazione tedesca, oltre ai membri attivi della resistenza polacca. Il documento, redatto in collaborazione con il diplomatico tedesco Johann von Wühlisch, fu completato nel gennaio 1942 e intitolato The Nazi Kultur in Poland (La cultura nazista in Polonia): il documento fu registrato su microfilm e portato di nascosto in Inghilterra, è considerato uno dei resoconti contemporanei più dettagliati dell'inizio dell'Olocausto in Europa orientale durante la guerra. Nel documento è descritta la persecuzione della chiesa, della scuola e del sistema universitario; il ruolo oscuro dell'Istituto degli Ostarbeiter tedeschi usato come motore della riprogrammazione culturale; il trasferimento e il saccheggio delle biblioteche; la devastazione dei monumenti; il saccheggio degli archivi, dei musei e delle collezioni private della nobiltà polacca; la sovversione del teatro, della musica e della stampa polacchi e delle altre istituzioni culturali in generale da parte del Partito Nazista.
Il governo polacco in esilio pubblicò il documento come romanzo tra il 1944 e il 1945. In quel periodo, von Scheliha era in contatto con il generale Henning von Tresckow, anch'egli sempre più convinto antifascista per aver assistito all'assassinio degli ebrei e che avrebbe poi preso parte nel complotto del 20 luglio.
Nel febbraio 1942, von Scheliha pose fine ai suoi tentativi di inviare i polacchi esiliati come aiutanti per la propaganda tedesca, per non mettere in pericolo loro e se stesso. Allo stesso tempo, chiuse il piccolo dipartimento di ricerca polacco all'estero perché temeva per la vita dei suoi membri. A quel punto era disperato e si rese conto della sua impotenza: in primavera si recò in Svizzera da sua sorella e fornì ai diplomatici svizzeri informazioni sull'Aktion T4, compresi i sermoni del vescovo Clemens August Graf von Galen sugli omicidi dei malati di mente. Inviò anche i rapporti sulla soluzione finale, compresa la costruzione e il funzionamento degli altri campi di sterminio e sull'ordine di Hitler di sterminare gli ebrei in Europa. Nel corso del viaggio in Svizzera, mise in banca parte dei suoi guadagni dallo spionaggio: si calcola che gli siano stati pagati circa 50000 dollari per i suoi servizi, ma i tedeschi che lo catturarono ritennero che la maggior parte del denaro fosse stato consumato in spese domestiche sebbene almeno una parte fosse stata messa in banca. Rudolf von Scheliha fece altri viaggi in Svizzera nel settembre e nell'ottobre 1942.
La portata dell'interesse dei servizi segreti sovietici per la figura di von Scheliha fu dimostrata nel maggio 1942, quando Bernhard Bästlein assistette gli agenti sovietici Erna Eifler e Wilhelm Fellendorf; furono paracadutati in Germania nel maggio 1942 con apparecchi degli comunicazione radio e incaricati di trovare Ilse Stöbe per ristabilire le comunicazioni con von Scheliha. Eifler non riuscì a contattare Stöbe, che allora si trovava a Dresda. Eifler fu arrestata il 15 ottobre e Fellendorf subì la stessa sorte poco tempo dopo. Il 23 ottobre fu inviato Heinrich Koenen, un altro agente sovietico, per un altro tentativo di contattare Stöbe e von Scheliha. Koenen fu incaricato di trasmettere tutto il materiale raccolto da von Scheliha e Stöbe all'intelligence sovietica ma fu arrestato a Berlino il 26 ottobre 1942.
Poco dopo il ritorno di von Scheliha dalla Svizzera, Stöbe fu arrestata il 12 settembre, seguita da von Scheliha il 29 ottobre nell'ufficio del direttore del personale del Ministero degli Esteri.

### Arresto e morte
Sospettato dalla Gestapo per il suo atteggiamento critico, fu accusato dal Reichskriegsgericht di essere un membro dell'Orchestra Rossa e fu condannato a morte il 14 dicembre 1942 per "tradimento". Il 22 dicembre 1942 fu giustiziato per impiccagione nella prigione di Plötzensee.
Sua moglie fu arrestata il 22 dicembre 1942 e portata nella prigione femminile di Charlottenburg. Qui fu ripetutamente interrogata e sotto costante minaccia, fu rilasciata il 6 novembre 1943. Negli ultimi giorni di guerra, fuggì con le figlie a Niederstetten passando da Praga. Nel castello di Haltenbergstetten, l'ex castello del principato di Hohenlohe-Jagstberg, la famiglia visse in una cantina mangiando principalmente funghi, bacche e frutta.

## Rivalutazione
Nella storiografia della Germania occidentale, von Scheliha è stato considerato fino al 1986 non un combattente della resistenza ma una spia dei servizi sovietici. Nel processo, gli atti degli interrogatori e le registrazioni della Gestapo continuarono a essere acriticamente classificati come "fonti" a cui contribuirono, dopo il 1945, ex procuratori nazisti come Manfred Roeder e Alexander Kraell, ex presidente del Reichskriegsgericht.[citation needed]

## Memoria

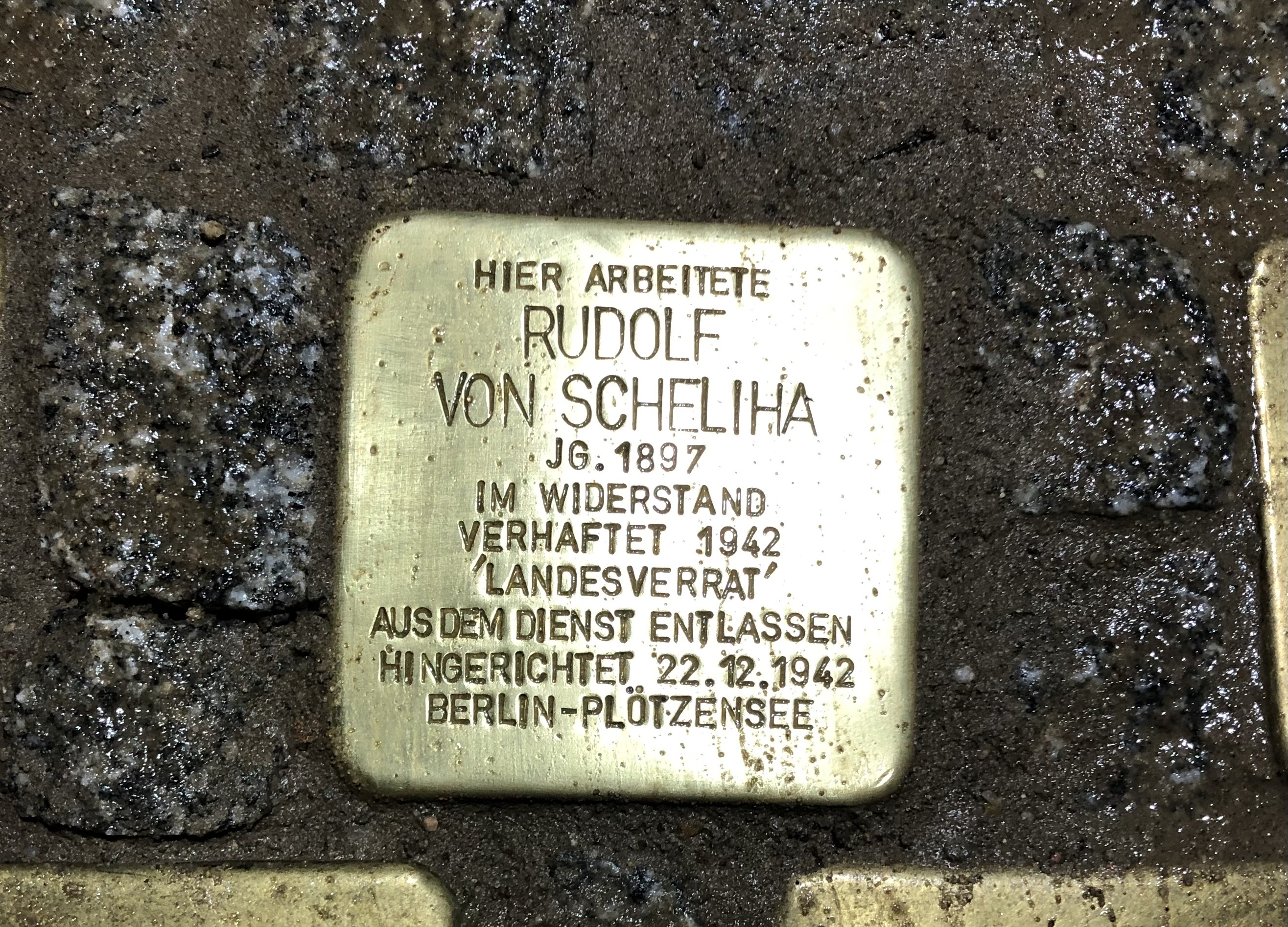
Pietra d'inciampo a Berlino-Mitte, presso l'ex sede del Ministero degli Esteri.

Il 20 luglio 1961, il Ministero degli Esteri di Bonn commemorò con una targa undici suoi dipendenti, tutti giustiziati come combattenti della resistenza, tra cui Albrecht Graf von Bernstorff, Ulrich von Hassell, Adam von Trott zu Solz e Friedrich-Werner Graf von der Schulenburg. Rudolf von Scheliha non fu menzionato perché continuò a trasmettere le informazioni all'Unione Sovietica, fatto che è stato considerato alla pari di un tradimento. Solo le ricerche più recenti sull'Orchestra Rossa, in particolare la biografia di Ulrich Sahm, hanno permesso di rivedere questa valutazione. In risposta, nell'ottobre 1995 il Tribunale amministrativo di Colonia stabilì che Rudolf fu condannato a morte non per spionaggio ma durante un processo farsa per la sua opposizione al nazismo, ribaltando così il verdetto del 1942.
Il 21 dicembre 1995, nel corso di una cerimonia con il Segretario di Stato Hans-Friedrich von Ploetz presso il Ministero degli Esteri, fu apposta un'ulteriore targa con l'iscrizione "Rudolf von Scheliha 1897-1942". Il 18 luglio 2000, nel corso di una cerimonia presso il nuovo Ministero degli Esteri di Berlino, entrambi i pannelli sono stati riuniti e i nomi sono stati elencati secondo la sequenza delle date di morte. Il 9 luglio 2014 Ilse Stöbe ha ricevuto la stessa onorificenza presso il Ministero degli Esteri.
Il 5 maggio 1997 è stata intitolata una strada a Neuallermöhe alla memoria di von Scheliha. A Gotha esiste una via chiamata Schelihastraße che prende il nome dall'Oberhofmeister Ludwig Albert von Scheliha, il proprietario di un grande giardino nella via su cui oggi sorge la chiesa protestante.